# Gertrude (crater)

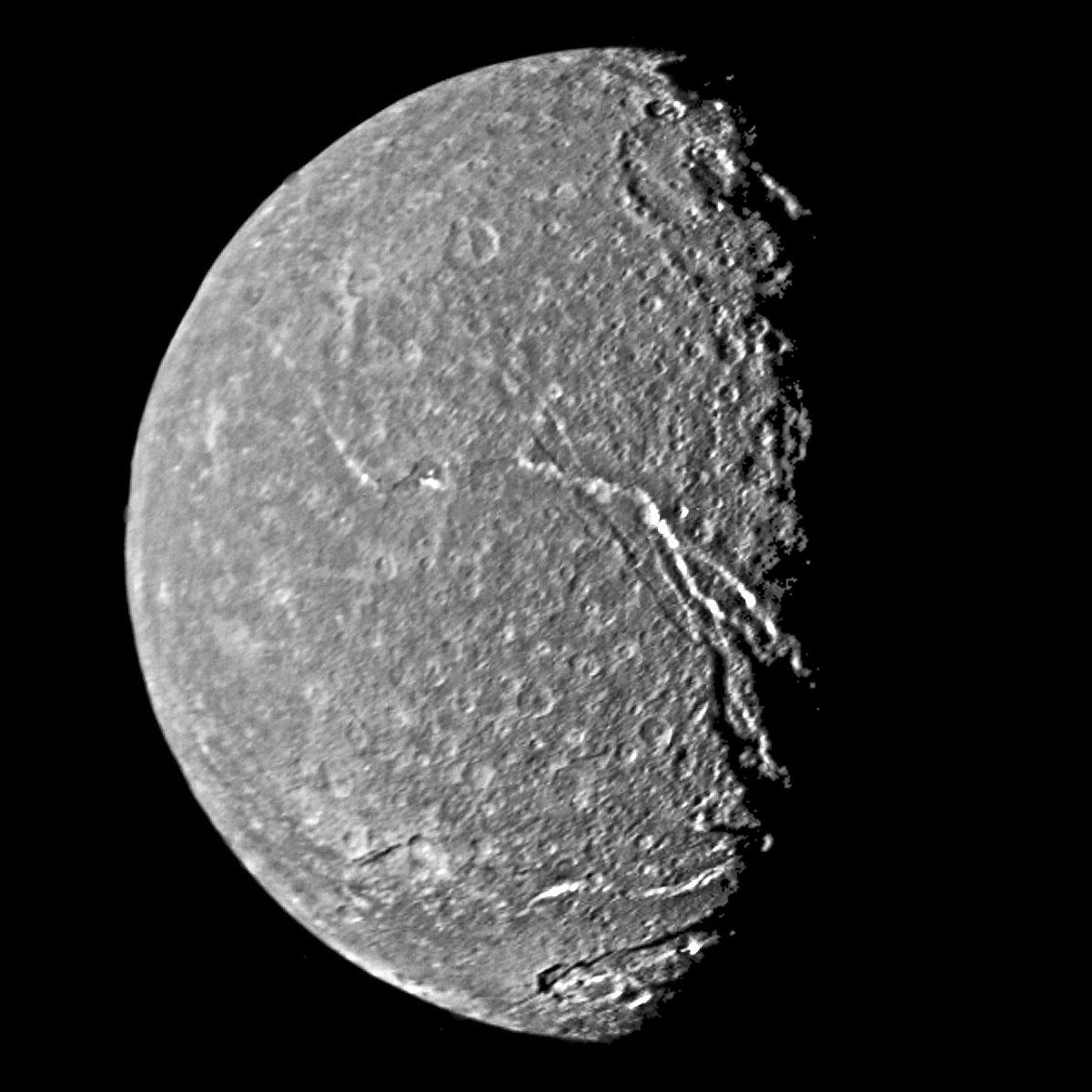
Gertrude este craterul mare din partea de sus a acestei imagini Voyager 2.

Gertrude /'ger.trud/ este cel mai mare crater cunoscut de pe satelitul lui Uranus Titania. Are aproximativ 326 km în diametru, 1/5 din diametrul Titaniei. Este numit după mama lui Hamlet din piesa lui William Shakespeare Hamlet. Formele de relief de pe Titania poartă numele unor personaje feminine shakespeariane.
Marginea craterului Gertrude este ridicată cu 2 km peste podeaua craterului. În centrul craterului se află o cupolă mare, care a rezultat din ridicarea suprafeței imediat după impact. Domul are un diametru de aproximativ 150 km și are 2–3 km înălțime. Marginea și cupola sunt joase pentru crater, cu un diametru atât de mare, ceea ce indică faptul că relieful s-a relaxat de la impact. Suprafața domului are doar câteva cratere mai mici suprapuse, ceea ce înseamnă că a fost modificat ulterior. 